# 米里 (札幌市)
米里（よねさと）とは、北海道札幌市白石区にある地名である。かつては菊水元町及び北郷の一部（北白石中学校から北側）までのことをも指した。別称「東栄」（とうえい）。

## 概要
札幌市白石区の東北部にある地区。月寒川を境にして東側で東米里・川北、南側で北郷、西側で菊水元町、豊平川を境に北側で東区東苗穂・東区東雁来に面する。
米里1条～2条付近は小中学校、倉庫、玉葱畑、下水処理場がある。札幌新道より東側の3条～5条は1990年代前半より住宅が並ぶようになったが、2丁目以南は一部米里工業団地となっていて、広大な敷地に倉庫、工業用地、畑などが広がっている。
かつて米里には逆川（さかさがわ）という川があったが、この川が原因でこの地区はたびたび洪水が起こった。名前の通り、この川は大雨が降ると水が逆流し、その影響で月寒川が増水、水はけが悪いためあたり一面はボートを出さなければ通行不可能なほどまで浸水した。1980年代前半には水門が閉ざされ、現在逆川に水は流れていない。このあたりの記述は月寒川を参照。

## 住所
| 町丁                | 郵便番号 |
| ------------------- | -------- |
| 米里1条1丁目～4丁目 | 003-0871 |
| 米里2条1丁目～4丁目 | 003-0872 |
| 米里3条1丁目～3丁目 | 003-0873 |
| 米里4条1丁目～3丁目 | 003-0874 |
| 米里5条1丁目～3丁目 | 003-0875 |
| 米里（条丁目なし）  | 003-0000 |

## 隣接地区
- 東：東米里・川北
- 西：菊水元町
- 南：北郷
- 北：東区東雁来

## 河川
- 豊平川
- 望月寒川

## 道路
- 南7条米里通
- 米里行啓通
- 国道274号
- 北海道道814号滝野上野幌自転車道線

## 交通機関
- ジェイ・アール北海道バス（空知線）が菊水駅、札幌駅方面の路線を運行[3]。

## 米里にある施設

### 道路
- 札幌ジャンクション（米里2-2）
- 札幌インターチェンジ（米里3-3）

### 商業施設
- 増毛港町市場（米里1-3）

### その他
- 豊平川緑地（米里4-1）

## 周辺
- 北海道札幌白陵高等学校（東米里2062-10）

## 教育

### 中学校
- 市立
  - 札幌市立米里中学校（米里1-4）

### 小学校
- 市立
  - 札幌市立米里小学校（米里1-3）

### その他
- 札幌インター自動車学校（米里2-3）